# CIS 50MG
CIS 50MG — крупнокалиберный пулемёт сингапурской оружейной компании Singapore Technologies Kinetics (STK), разработанный для замены устаревающему американскому пулемёту Browning M2HB на основе разработок 1970-х годов крупнокалиберного пулемёта Dover Devil / GPHMG. В 1988 году пулемёт после приёма пошёл в серийное производство и теперь состоит на вооружении армии и флота Сингапура. Также оружие поставляется в Индонезию.
Конструкция пулемёта включает в себя 210 отдельных деталей, они являются элементами пяти основных узлов: ствольной коробки, механизма питания, спускового механизма, устройства ствола и затворной рамы. Запирание ствола происходит с помощью поворачивающегося затвора. Питание патронами осуществляется при помощи стандартных лент, подаваемых в два лентоприемных механизма по бокам оружия. С помощью специального переключателя можно переключать подачу патронов любой из лент в любой момент времени, благодаря чему можно быстро менять тип патронов. Пулемёт устанавливается на станок M3 или на установки на технике.

## Производство
- Сингапур: производится компанией ST Kinetics (Singapore Technologies Kinetics Ltd);[1]